# Richard Hodges
Richard Manning Hodges (ur. 6 listopada 1827, zm. 9 lutego 1896) – amerykański chirurg. Ukończył Harvard University w 1850 r. Jako pierwszy chirurg użył nazwy "torbiel pilonidalna", opisując tę jednostkę chorobową w swojej pracy w 1880 r.